# Мет Лукас
Метју Ричард Лукас (енгл. Matthew Richard Lucas; Падингтон, 5. март 1974) је британски глумац, комичар, сценариста и телевизијски водитељ. Лукас је најпознатији по улози Нардола у научно-фантастичној серији Доктор Ху.